# DB Cargo UK
DB Cargo UK (precedentemente DB Schenker Rail UK e English, Welsh and Scottish Railway, EWS) è una compagnia ferroviaria privata britannica specializzata nel trasporto merci, sussidiaria di Deutsche Bahn.

## Storia
La società è stata fondata nel 1995 come North & South Railways, acquisendo cinque delle sei società di trasporto merci vendute durante la privatizzazione di British Railways, questa società era inizialmente una sussidiaria della società americana Wisconsin Central Transportation Corporation (WCTC) che è stata lei stessa acquisita il 30 gennaio 2001 dalla Canadian National Railway, la principale compagnia ferroviaria del Canada.
Il 28 giugno 2007, in una conferenza stampa congiunta tra Deutsche Bahn, EWS e la società di trasporti spagnola Transfesa, è stato annunciato che Deutsche Bahn avrebbe acquisito tutto il capitale di EWS e la maggioranza del capitale di Transfesa. L'acquisizione di Euro Cargo Rail (ECR), una controllata di EWS, con i suoi diritti di traffico sull'intera rete francese è stata presentata come un obiettivo importante.
Nel gennaio 2009, EWS è diventata DB Schenker Rail UK e poi DB Cargo UK il 1 marzo 2016.

## Caratteristiche
Da allora EWS è stata una filiale del ramo merci di Deutsche Bahn ed è stata ribattezzata di conseguenza DB Schenker Rail UK e poi DB Cargo UK.
Occupando una posizione dominante nel mercato del trasporto merci su rotaia in Gran Bretagna, trasporta circa 100 milioni di tonnellate all'anno. Impiega 5.800 persone.
L'azienda ha ora filiali nel continente europeo, in particolare in Francia con ECR, a seguito dell'apertura del traffico merci alla concorrenza.

## Schenker Francia
La filiale francese è stata creata nel 1977.
La sua sede è a Montaigu (Vandea).
È registrata con RCS 311 799 456.
È gestita da Frédéric Vallet. È la prima azienda del dipartimento della Vandea per fatturato nel 2018.
|                                | 2016  | 2017  | 2018  |
| ------------------------------ | ----- | ----- | ----- |
| Fatturato in milioni di euro   | 1 281 | 1 345 | 1 382 |
| Utile netto in milioni di euro | +20   | +20,5 | +21,3 |
| Forza lavoro media annua       | 5 879 | 5 954 | 5 984 |